# Christina Jazidzidu
Christina Jazidzidu, grec. Χριστίνα Γιαζιτζίδου (ur. 12 października 1989 w Kastorii) – grecka wioślarka, brązowa medalistka olimpijska, dwukrotna mistrzyni świata i trzykrotna mistrzyni Europy.
Brązowa medalistka igrzysk olimpijskich w Londynie w dwójce podwójnej wagi lekkiej (razem z Aleksandrą Tsiawu).

## Osiągnięcia
- Mistrzostwa Europy – Ateny 2008 – dwójka podwójna – 4. miejsce[2].
- Mistrzostwa Świata – Poznań 2009 – dwójka podwójna wagi lekkiej – 1. miejsce[2].
- Mistrzostwa Europy – Brześć 2009 – dwójka podwójna wagi lekkiej – 1. miejsce[2].
- Mistrzostwa Europy – Montemor-o-Velho 2010 – dwójka podwójna wagi lekkiej – 1. miejsce[2].
- Mistrzostwa Świata – Hamilton 2010 – dwójka podwójna wagi lekkiej – 3. miejsce[2]
- Mistrzostwa Świata – Bled 2011 – dwójka podwójna wagi lekkiej – 1. miejsce[2]
- Mistrzostwa Europy – Płowdiw 2011 – dwójka podwójna wagi lekkiej – 1. miejsce[2].
- Igrzyska Olimpijskie – Londyn 2012 – dwójka podwójna wagi lekkiej – 3. miejsce[2].
- Mistrzostwa Europy – Varese 2012 – dwójka podwójna wagi lekkiej – 2. miejsce[2].